# Неледва Галина Олександрівна
Галина Олександрівна Неле́два (нар. 3 січня 1938, Дніпропетровськ — пом. 2017) — українська художниця; член Спілки художників України з 1964 року. Заслужений художник УРСР з 1989 року.

## Життєпис
Народилася 3 січня 1938 року в місті Дніпропетровську (тепер Дніпро, Україна). 1957 року закінчила Київську художню школу імені Тараса Шевченка, протягом 1957—1959 років навчалася на факультеті живопису в Київському художньому інституті (викладачі Карпо Трохименко, Михайло Хмелько, Ілля Штільман, Володимир Денисов). Проходила стажування в Парижі.
Мешкала в Києві в будинку на вулиці Гетьмана Павла Скоропадського № 29, квартира 1, потім в будинку на вулиці Великій Васильківській № 124, квартира 44. Померла у 2017 році.

## Творчість
Працювала в галузі станкового живопису. Серед робіт:
- «Т. Г. Шевченко — студент Петербурзької академії» (1963);
- «Матроси вчаться» (1965);
- «Естонська кераміка» (1965);
- «Мої друзі» (1966);
- «Спортсмени» (1967);
- «Онуки» (1968);
- «Спокійне небо» (1971—1972);
- натюрморти (1972);
- «Майстри» (1975);
- «Ностальгія» (1990);
- «Чорнобильський апокаліпсис» (1990);
- «Марія — Матір Божа» (1991);
- серія «Дорога до храму» (1990—2000).

Брала участь у всеукраїнських виставках з 1961 року, всесоюзних з 1965 року. Учасниця бієнале у Венеції в 1982 і 1984 роках.
Роботи знаходяться в Третьяковській галереї, Національному художньому музеї України, в регіональних музеях і приватних колекціях в Україні та за кордоном.